# ニューオーリンズ
ニューオーリンズ（英: New Orleans、仏: La Nouvelle-Orléans）は、アメリカ合衆国のルイジアナ州南部にある同州最大の都市。メキシコ湾に面し、ミシシッピ川の河口に位置する重要な港湾都市で、元来は穀物・綿花などミシシッピ川流域の農産物の輸出港として発展し、のちには工業都市・観光都市としても発展した。英語名とフランス語名はどらちも「新しいオルレアン」という意味でルイ15世の摂政オルレアン公フィリップ2世に因む。かつてはフランス領ルイジアナの首府であり、市内のフレンチ・クオーターと呼ばれる地区には、今なおフランス統治時代の雰囲気を残している。

## 歴史

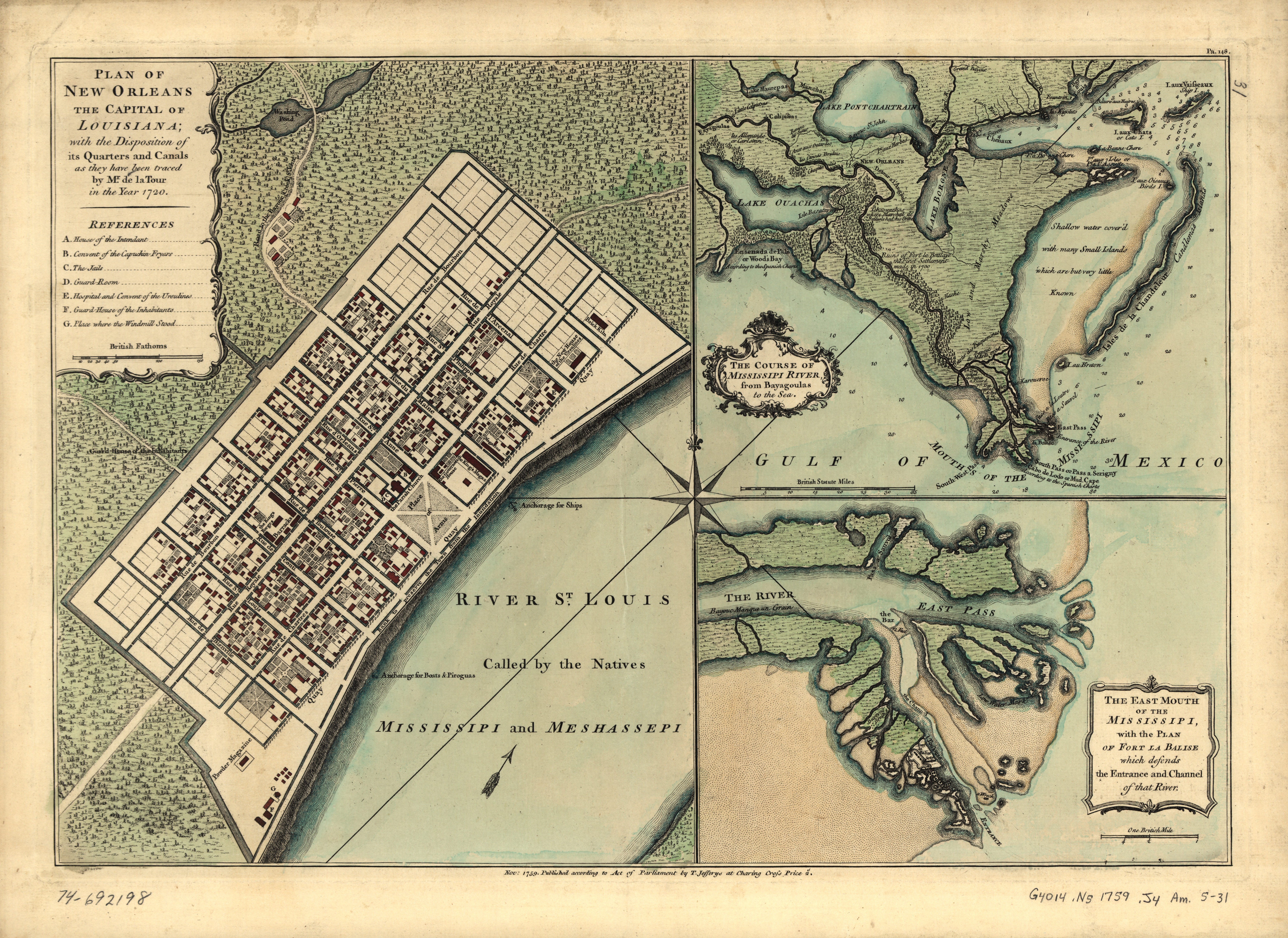
1720年の地図。左の図は今日のフレンチ・クオーター地区にあたる。

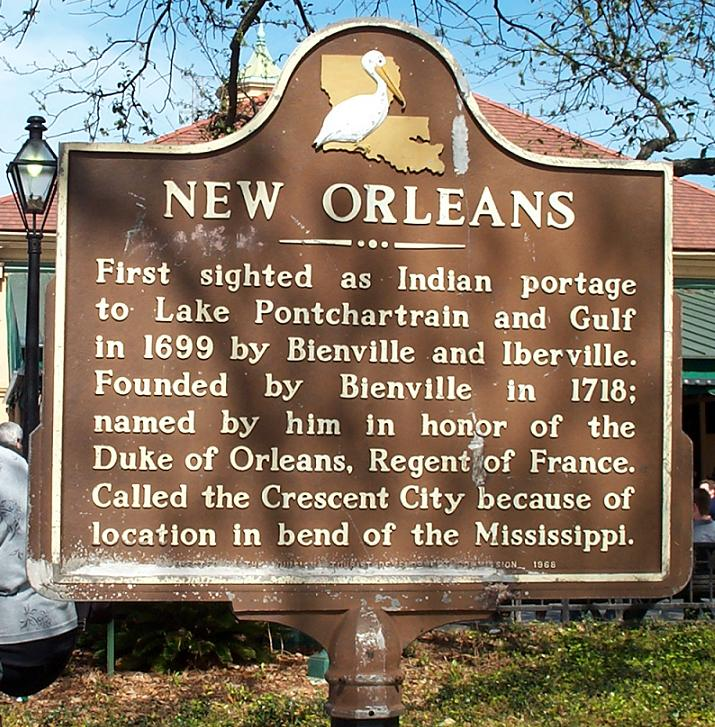

### 植民地時代
ニューオーリンズはジャン＝バティスト・ル・モワン・ド・ビアンヴィルの指導下でフランス植民地「ラ・ヌーヴェル-オルレアン」として1718年に設立され、1722年にはフランス領ルイジアナの首府となった。1763年パリ条約によってルイジアナはスペイン領となるが、町はフランス系住民が多く、宗主国スペインの影響はほとんど見られなかった。

### 19世紀
1801年にナポレオン皇帝がルイジアナをフランスに返還させたが、財政上の必要から1803年にアメリカ合衆国に売却した（詳しくはルイジアナ買収を参照）。この時の町の人口は約1万人であった。この頃カリブ海のフランス領サン・ドマング（現・ハイチ）で黒人革命が起こり、さらに多くのフランス人やクレオール（フランス人と奴隷の混血の人々）が町に流入した。1812年戦争ではイギリス軍の侵攻を受け、1815年にアンドリュー・ジャクソン将軍がイギリス軍を撃破した（ニューオーリンズの戦い）。1849年に州都がバトンルージュに移ったが、依然として州の経済的・文化的中心の地位を保っている（ただし、アメリカに多く見られる州都を最大都市よりは遥かに小規模な都市に置く例とは異なり、両市は拮抗した関係である）。

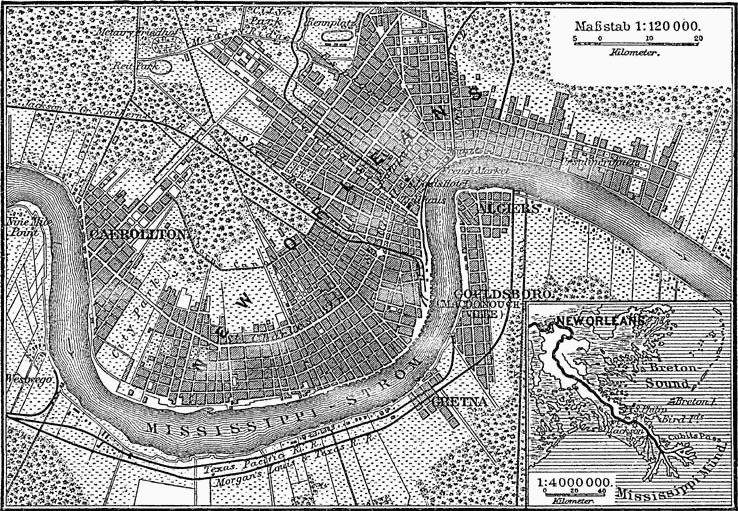
1888年ドイツで作成されたニューオーリンズの地図

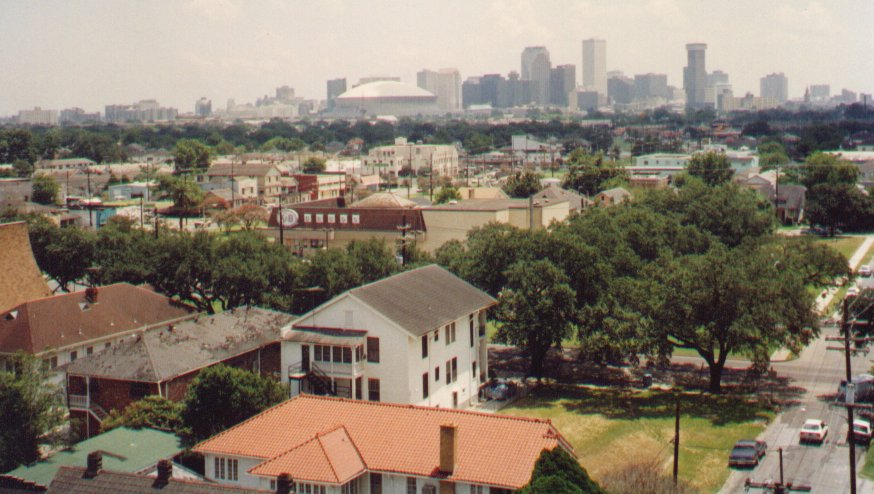
ニューオーリンズのアップタウン (1991年)

### 20世紀
地域の大部分が湿地帯であったため、従来は都市の建設はミシシッピ川に面した高台の地域に限られていたが、1910年代に土木技師のボールドウィン・ウッドが排水ポンプを開発したことが広範囲の開発を可能とした。
1917年にアメリカ海軍の命令により売春地区として知られたストーリーヴィルが閉鎖された。1923年、ミシシッピ川とポンチャートレイン湖間の輸送ラインとなる工業水路が開通、また1965年には、そのメキシコ湾へ抜ける道となる、ミシシッピ川湾口水路が開通し、輸送ルートは大きく変わることとなった。1964年、市の「近代化」の一環として、カナル・ストリートの路面電車が廃止され、バスに置き換えられた。しかしながら、その廃止を惜しむ声に後押しされる形で、この路面電車は2004年に復活している。1965年9月、ハリケーン・ベッツィーがニューオーリンズを襲い、ロウワー・ナインス・ワードを始め、周辺のアラビ、シャルメットといった街に大きな被害を与えた。1995年5月にも、豪雨による洪水で浸水の被害が出ている。1978年、ニューオーリンズ市議会議員のアーネスト・モリアルがアフリカ系アメリカ人初の市長に選出される。1984年、ニューオーリンズ国際河川博覧会が開催されるものの、来場者は伸び悩んだ。1982年のノックスビル国際エネルギー博覧会から日が経っていなかったことなどが影響したと言われている。

### 21世紀

#### ハリケーン・カトリーナ
2005年8月25日にフロリダ州の南部先端に上陸、通過したハリーケーン・カトリーナは北方に進路を変更し、勢力をカテゴリー5に拡大した。そして、8月29日にこの都市の近くのメキシコ湾沿岸に再上陸した。上陸時の勢力はカテゴリー4であった。
ニューオーリンズは、陸上面積の8割が水没した。観光地として有名なフレンチ・クオーターやガーデン地区などは水害を免れたものの、アフリカ系アメリカ人が多く住むロウワー・ナインス・ワード、ポンチャートレイン湖に面した高級住宅街レイクビュー地区を中心に壊滅的な被害を受けた。
ハリケーン・カトリーナ到来の際、ニューオーリンズのハリケーン防災システムはアメリカの防災インフラストラクチャーへの準備不足の象徴であった。堤防や防潮壁は耐性がなく、名ばかりの防災システムであったことをアメリカ陸軍工兵司令部も認めたほどである。その反省からアメリカ政府は100年間の災害に耐えうる133マイルの堤防や水門、防潮堤を市の近郊に建造中である。この公共事業への拠出は約145億ドル（1兆3000億円）であり、それらの大規模な支出が事業遂行を柔軟にし、防災のみならず域内の環境も配慮した事業となっている。

#### 2020年代
2025年1月1日、観光名所で無差別殺傷を狙ったニューオーリンズ・トラック襲撃事件が発生。死者14人負傷者35人。また、同年5月16日には、刑務所から殺人犯を含む受刑者10人が脱獄。逃亡した1人が市内中心部で発見されたこともあり、厳戒態勢が敷かれた。

## 地理

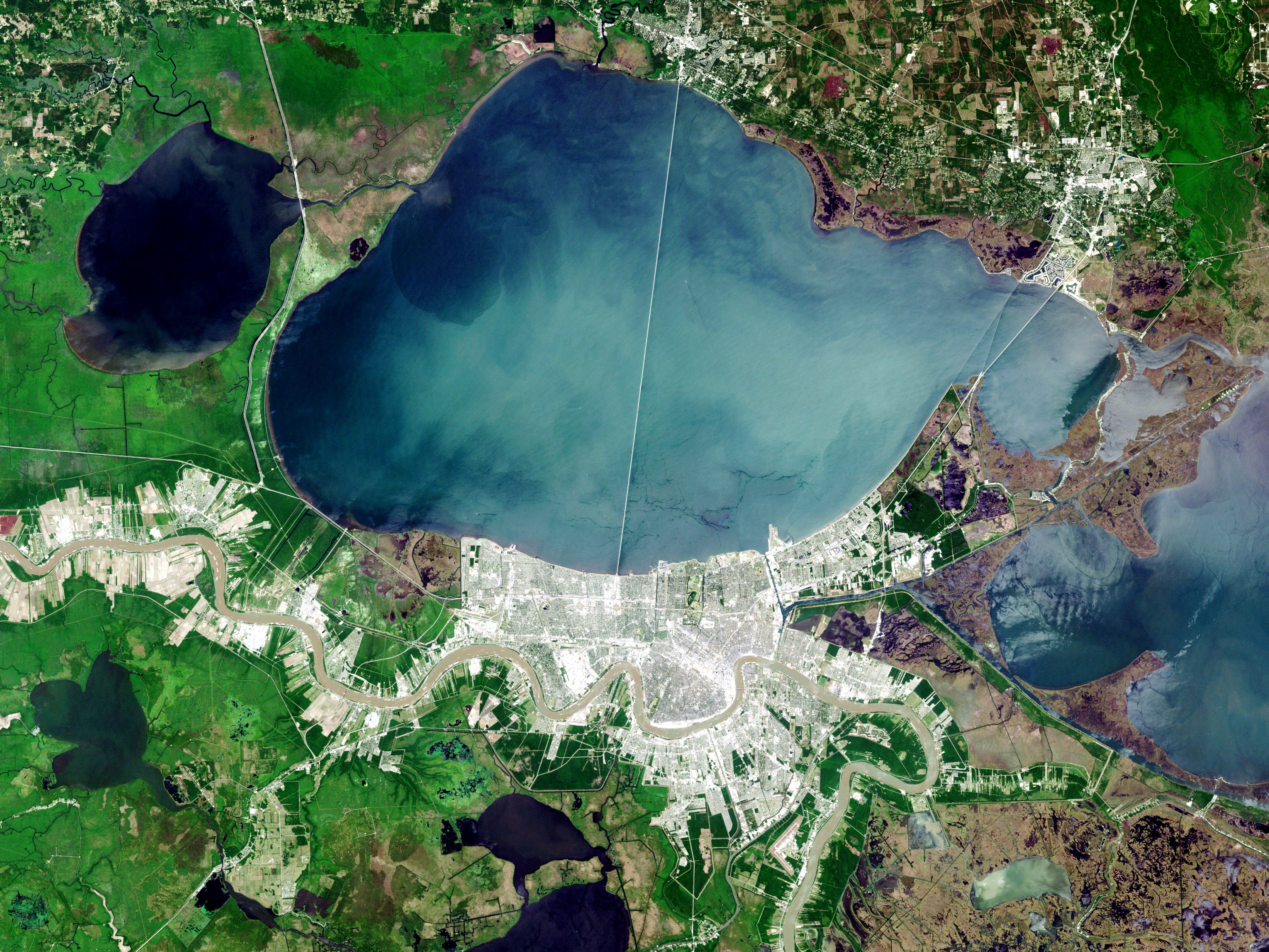
衛星写真。ニューオーリンズの市街地はポンチャートレイン湖（写真中央上寄り）の南に広がる。湖の中央部を南北に縦断しているのはポンチャートレイン湖コーズウェイ。

ニューオーリンズは北緯29度57分53秒、西経90度4分53秒にありメキシコ湾から約100マイルほどさかのぼったミシシッピ川の堆積上に位置し、市の北部はポンチャートレイン湖と接している。蛇行するミシシッピ川に沿う地形から「クレセント・シティ（三日月の街）」との愛称でも親しまれている。
アメリカ合衆国統計局によると、この都市は総面積907.0 km2 (350.2 mi2) である。このうち467.6 km2 (180.6 mi2) が陸地で439.4 km2 (169.7 mi2) が水地域である。総面積の48.45%が水地域となっている。

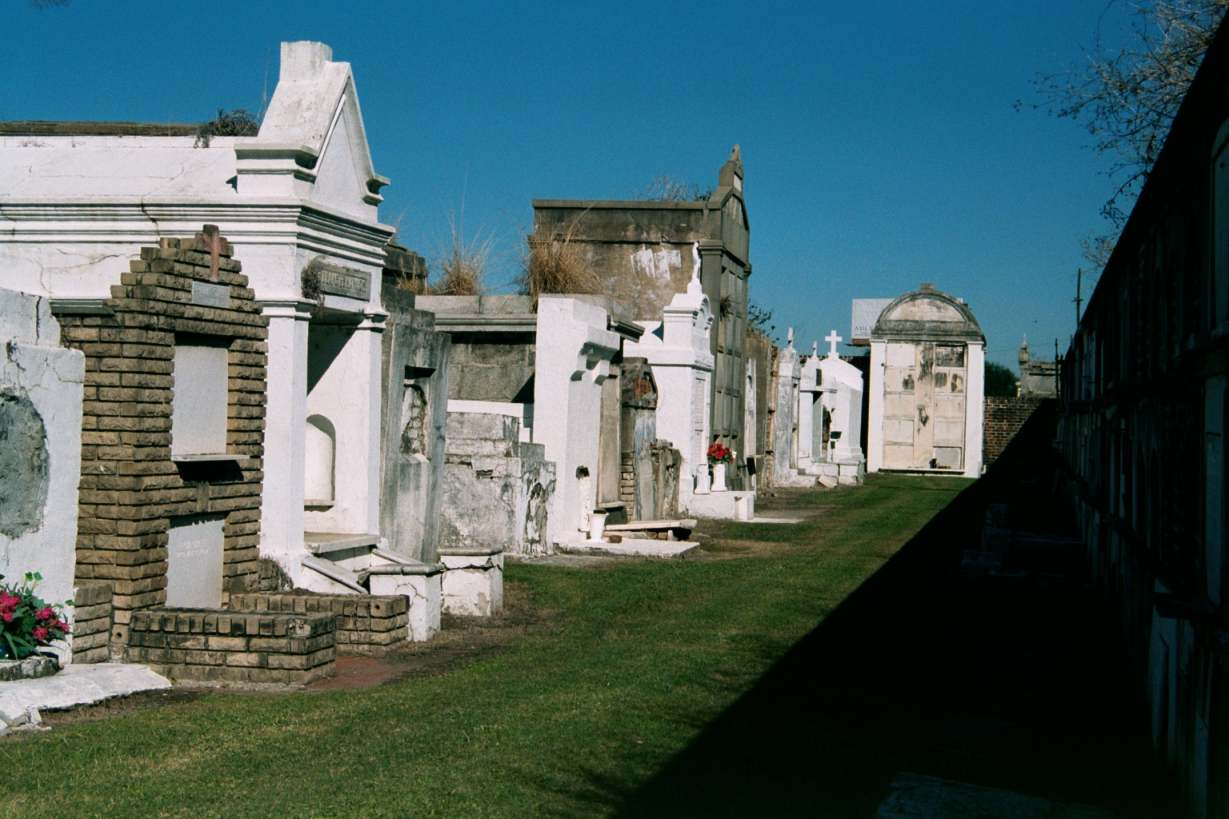
ニューオーリンズの墓地

ニューオーリンズは海抜-6.5から20フィート（-2 から 6 m）の都市地域を範囲としているという点で特異な都市であり、"スープ皿"の異名をとる。市の東側には広大な湿地帯が広がっている。創設以来、水害に悩まされており、1インチ（約2.5cm）以上の降水量で容易に水害が発生する。水害から市を守るためにニューオーリンズは堤防で囲まれているが、2005年当時の堤防はカトリーナ級のハリケーンを前提にして設計されていなかったため、堤防は決壊し、未曾有の水害を引き起こした。浸水を避けるため、墓地のほとんどが地下に土葬するのではなく、地上に埋葬室を設け、その中に葬っている。

### 隣接する郡や湖
- セントタマニー郡（北）
- セントバーナード郡 （東、南）
- プラークミンズ郡 （南）
- ジェファーソン郡 （西）
- ポンチャートレイン湖 （北）
- ボーン湖（英語版）（東）

## 気象
ニューオーリンズの気候はケッペンの気候区分では温暖湿潤気候に区分される。しかし実際には温帯～熱帯の遷移部にあることから、冬は穏やかであり、夏は湿度が高く暑い亜熱帯気候である。
1月の早朝最低平均気温は華氏43度（摂氏6.1度）前後、日中最高気温は華氏62度（摂氏16.7度）前後である。7月の最低平均気温は華氏74度（摂氏23.3度）、最高平均気温は華氏91度（摂氏32.8度）である。
6月から11月にかけてはハリケーンの季節となる。
| ニューオーリンズ（1981–2010年、極値1893年以降）の気候 | ニューオーリンズ（1981–2010年、極値1893年以降）の気候 | ニューオーリンズ（1981–2010年、極値1893年以降）の気候 | ニューオーリンズ（1981–2010年、極値1893年以降）の気候 | ニューオーリンズ（1981–2010年、極値1893年以降）の気候 | ニューオーリンズ（1981–2010年、極値1893年以降）の気候 | ニューオーリンズ（1981–2010年、極値1893年以降）の気候 | ニューオーリンズ（1981–2010年、極値1893年以降）の気候 | ニューオーリンズ（1981–2010年、極値1893年以降）の気候 | ニューオーリンズ（1981–2010年、極値1893年以降）の気候 | ニューオーリンズ（1981–2010年、極値1893年以降）の気候 | ニューオーリンズ（1981–2010年、極値1893年以降）の気候 | ニューオーリンズ（1981–2010年、極値1893年以降）の気候 | ニューオーリンズ（1981–2010年、極値1893年以降）の気候 |
| 月                                                    | 1月                                                   | 2月                                                   | 3月                                                   | 4月                                                   | 5月                                                   | 6月                                                   | 7月                                                   | 8月                                                   | 9月                                                   | 10月                                                  | 11月                                                  | 12月                                                  | 年                                                    |
| ----------------------------------------------------- | ----------------------------------------------------- | ----------------------------------------------------- | ----------------------------------------------------- | ----------------------------------------------------- | ----------------------------------------------------- | ----------------------------------------------------- | ----------------------------------------------------- | ----------------------------------------------------- | ----------------------------------------------------- | ----------------------------------------------------- | ----------------------------------------------------- | ----------------------------------------------------- | ----------------------------------------------------- |
| 最高気温記録 °C （°F）                                | 29 (84)                                               | 29 (85)                                               | 33 (91)                                               | 34 (93)                                               | 37 (99)                                               | 40 (104)                                              | 39 (102)                                              | 39 (103)                                              | 38 (101)                                              | 36 (97)                                               | 33 (92)                                               | 29 (85)                                               | 40 (104)                                              |
| 平均最高気温 °C （°F）                                | 16.7 (62.1)                                           | 18.6 (65.4)                                           | 22.1 (71.8)                                           | 25.7 (78.2)                                           | 29.6 (85.2)                                           | 31.9 (89.5)                                           | 32.9 (91.2)                                           | 32.9 (91.2)                                           | 30.8 (87.5)                                           | 26.7 (80.0)                                           | 22.1 (71.8)                                           | 18 (64.4)                                             | 25.7 (78.2)                                           |
| 平均最低気温 °C （°F）                                | 7.1 (44.7)                                            | 8.9 (48.0)                                            | 11.9 (53.5)                                           | 15.6 (60.0)                                           | 20.1 (68.1)                                           | 23.1 (73.5)                                           | 24.1 (75.3)                                           | 24.1 (75.3)                                           | 22.2 (72.0)                                           | 17 (62.6)                                             | 11.9 (53.5)                                           | 8.3 (46.9)                                            | 16.2 (61.1)                                           |
| 最低気温記録 °C （°F）                                | −11 (13)                                              | −14 (6)                                               | −3 (26)                                               | 0 (32)                                                | 5 (41)                                                | 10 (50)                                               | 16 (60)                                               | 16 (60)                                               | 6 (42)                                                | 2 (35)                                                | −4 (24)                                               | −12 (11)                                              | −14 (6)                                               |
| 降水量 mm （inch）                                    | 130.8 (5.15)                                          | 134.6 (5.30)                                          | 115.6 (4.55)                                          | 117.1 (4.61)                                          | 117.6 (4.63)                                          | 204.7 (8.06)                                          | 150.6 (5.93)                                          | 151.9 (5.98)                                          | 126.2 (4.97)                                          | 89.9 (3.54)                                           | 114 (4.49)                                            | 133.1 (5.24)                                          | 1,586.2 (62.45)                                       |
| 平均降水日数 （≥0.01 in）                             | 9.3                                                   | 8.8                                                   | 8.3                                                   | 6.9                                                   | 7.7                                                   | 12.9                                                  | 13.6                                                  | 13.1                                                  | 9.4                                                   | 7.7                                                   | 7.9                                                   | 9.2                                                   | 114.8                                                 |
| % 湿度                                                | 75.6                                                  | 73.0                                                  | 72.9                                                  | 73.4                                                  | 74.4                                                  | 76.4                                                  | 79.2                                                  | 79.4                                                  | 77.8                                                  | 74.9                                                  | 77.2                                                  | 76.9                                                  | 75.9                                                  |
| 平均月間日照時間                                      | 153.0                                                 | 161.5                                                 | 219.4                                                 | 251.9                                                 | 278.9                                                 | 274.3                                                 | 257.1                                                 | 251.9                                                 | 228.7                                                 | 242.6                                                 | 171.8                                                 | 157.8                                                 | 2,648.9                                               |
| 日照率                                                | 47                                                    | 52                                                    | 59                                                    | 65                                                    | 66                                                    | 65                                                    | 60                                                    | 62                                                    | 62                                                    | 68                                                    | 54                                                    | 50                                                    | 60                                                    |
| 出典：NOAA (湿度・日照 1961–1990)                     |                                                       |                                                       |                                                       |                                                       |                                                       |                                                       |                                                       |                                                       |                                                       |                                                       |                                                       |                                                       |                                                       |

## 人口動勢
2000年の国勢調査によると：

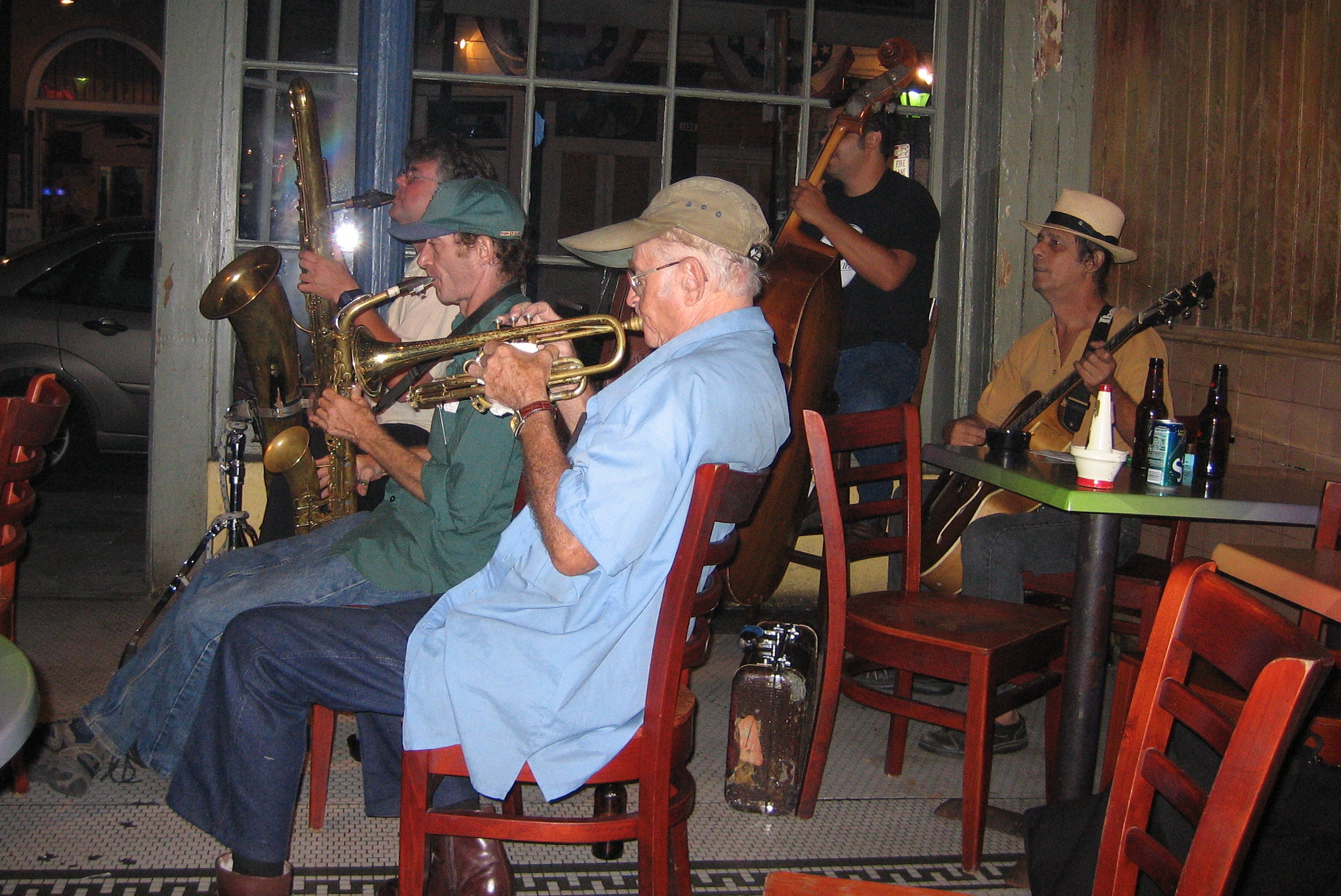
アンジェリ料理店（Angeli Restaurant）, フレンチ・クオーター

人口484,674人、188,251世帯、及び112,950家族が暮らしている。
人口密度は1,036.4/km2 (2,684.3/mi2) である。459.9/km2 (1,191.3/mi2) の平均的な密度に215,091軒の住宅が建っている。
人種的な構成 : 白人28.05%、アフリカ系アメリカ人67.25%、先住民0.20%、アジア系2.26%、太平洋諸島系0.02%。その他の人種0.93%、及び混血1.28%である。人口の3.06%はヒスパニックまたはラテン系である。
しかし、2006年2月28日付の米紙「USAトゥデイ」が報じた調査結果によると、ニューオーリンズの人種構成が、2000年に実施された国勢調査の時のアフリカ系アメリカ人が多数の状態から、白人多数の状態に激変した可能性が高いことが分かった。調査というのは、同紙が電話を持つ市民を無作為に抽出するもので、その結果、回答した約52%が白人で、アフリカ系アメリカ人は約37%にとどまった。これは深刻な被害を受けた地域にアフリカ系アメリカ人が多数住んでいたためとみられている。
188,251世帯のうち、29.2%が18歳未満の子供と一緒に生活しており、30.8%は夫婦で生活している。24.5%は未婚の女性が世帯主であり、40.0%は結婚していない。33.2%は1人以上の独身の居住者が住んでおり、9.7%は65歳以上で独身である。1世帯の平均人数は2.48人であり、結婚している家庭の場合は、3.23人である。
この都市内の住民は26.7%が18歳未満の未成年、18歳以上24歳以下が11.4%、25歳以上44歳以下が29.3%、45歳以上64歳以下が20.9%、及び65歳以上が11.7%にわたっている。中央値年齢は33歳である。女性100人ごとに対して男性は88.2人である。18歳以上の女性100人ごとに対して男性は83.3人である。
この都市の世帯ごとの平均的な収入は27,133米ドルであり、家族ごとの平均的な収入は32,338米ドルである。男性は30,862米ドルに対して女性は23,768米ドルの平均的な収入がある。この都市の一人当たりの収入 (per capita income) は17,258米ドルである。人口の27.9%及び家族の23.7% は貧困線以下である。全人口のうち18歳未満の40.3%及び65歳以上の19.3%は貧困線以下の生活を送っている。

### 大都市圏
ニューオーリンズと郊外のケナー、メテリーをあわせた地域はグレーター・ニューオーリンズ大都市圏と称される。この地域の人口は、2000年の国勢調査で1,337,726人であったが、カトリーナの影響により人口流出が著しく、一時は120万人を割り込んでいたが、2017年現在では1,510,562人まで増加している。

## 文化・芸術・音楽
ジャズの発祥地として名高い。

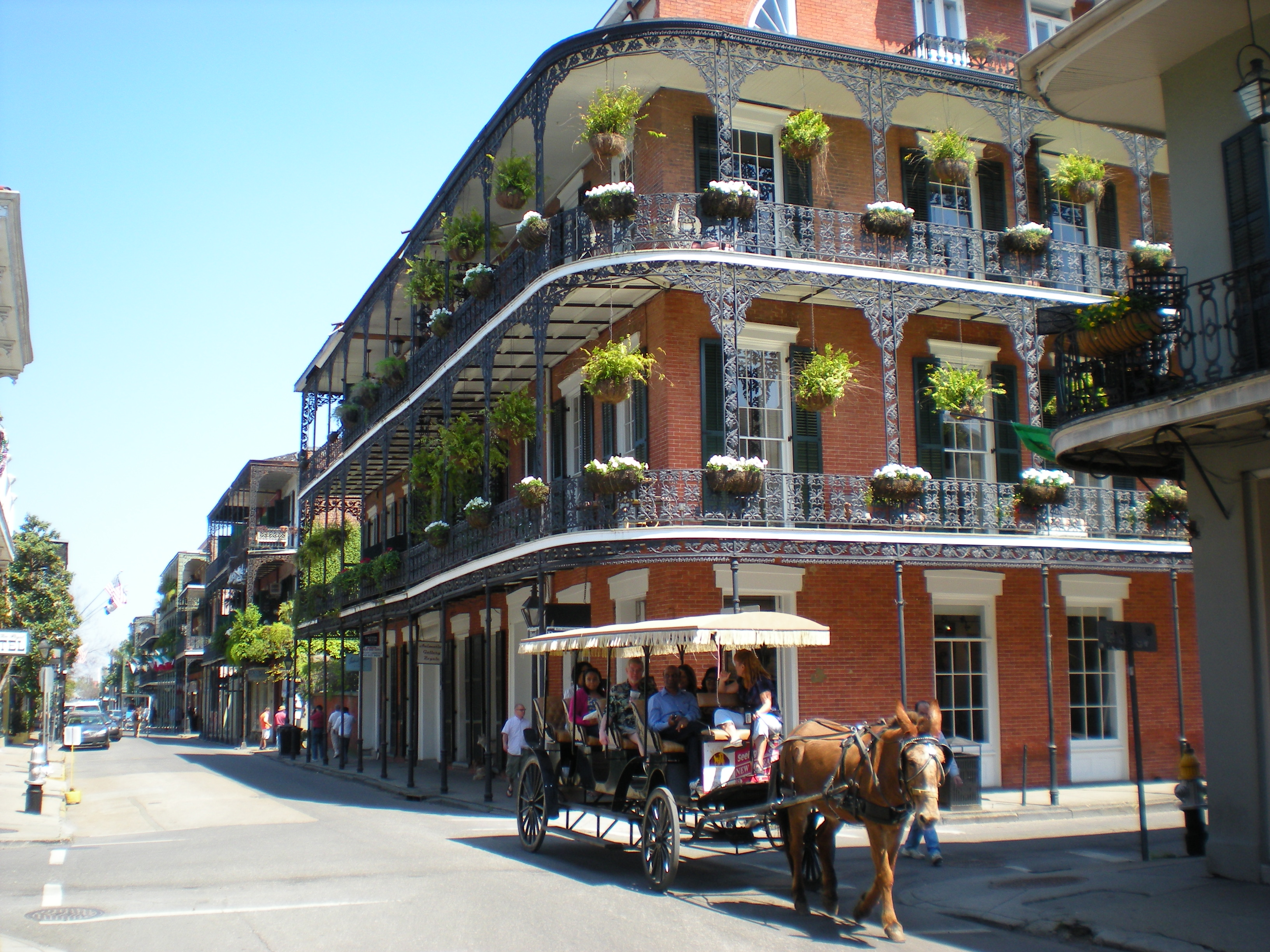
フレンチ・クオーター

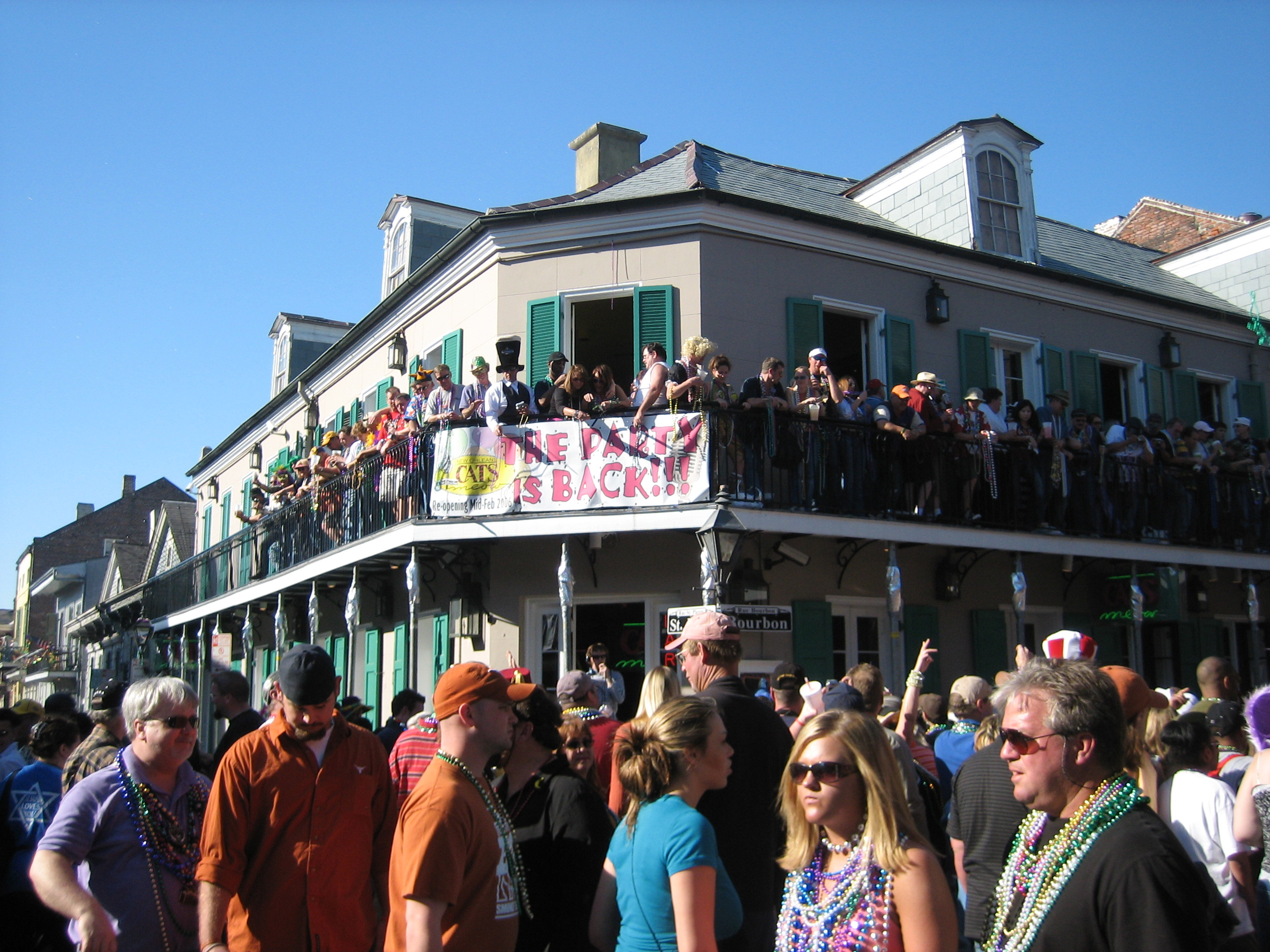
マルディグラの風景

クレオール料理、ケイジャン料理で有名な美食の町としても知られる。
毎年2月頃に行われるマルディグラ祭は、リオデジャネイロのカーニバルなどと並び、世界の主要カーニバルのひとつに数えられる。

### 観光名所
ニューオーリンズは、全米でも有数の観光都市であり、多くの見どころ、観光名所が存在する。まず有名なのは、フランス、スペインの植民地時代の街並みを残すフレンチ・クオーターである。カナル・ストリート、エスプラネード・アベニュー、ランパート・ストリートの3つの通りとミシシッピ川で区切られたこの地域の中には、世界的に有名な名所が数多い。多くのバー、ライヴハウス、土産物屋が軒を連ねるバーボン・ストリート、アンティーク街として著名なロイヤル・ストリート、北米最古の大聖堂、セントルイス・カテドラルとその前に位置するジャクソン・スクウェア、伝統的なジャズのライヴ演奏が聴けるプリザベーション・ホール、カフェオレとベニエ・ドーナツが有名なカフェデュモンドなどは皆クオーターの中に位置している。
フレンチ・クオーターを出てアップタウン方面に行けば、洒落たショッピング街として知られるマガジン・ストリート、オーデュボン公園とオーデュボン動物園がある。またセントチャールズ・アベニューには、世界最古と言われる古風な路面電車が走り（公共輸送機関の項参照）、19世紀の豪邸が建ち並ぶ美しい街並みが広がる。また、ニューオーリンズは特殊な形式の墓も有名であり、ラファイエット墓地、セントルイス墓地などは、国家歴史登録財に指定されている。美術館としては、コンテンポラリー・アーツ・センター（CAC）、ニューオーリンズ・ミュージアム・オブ・アート（NOMA）などがある。広大なミシシッピ川には、蒸気船のナチェス号が浮かび、ミシシッピ川のクルーズが楽しめる。

### 音楽
ニューオーリンズはジャズの発祥地とされる音楽の都である。ジャズのほかにも、さまざまな音楽が息づいている。
- ジャズ
  - ニューオーリンズ・ジャズ
  - ディキシーランド・ジャズ
  - ニューオーリンズ・ブラスバンド
- ニューオーリンズR&B、ファンク
- セカンド・ライン

また、以下はニューオーリンズ発祥ではないが、ルイジアナ州土着の音楽であり、ニューオーリンズでも盛んである。
- スワンプ・ポップ
- ケイジャン・ミュージック
- ザディコ

#### ミュージシャン
- アーマ・トーマス
- アシッド・バス
- アラン・トゥーサン[10]
- ウィントン・マルサリス
- オリジナル・ディキシーランド・ジャズ・バンド
- ギター・スリム
- ジェイムズ・ブッカー
- ジュヴィナイル
- ジョニー・アダムス
- ドクター・ジョン
- ネヴィル・ブラザーズ
- ハリー・コニック・Jr
- ヒューイ・"ピアノ"・スミス
- ファッツ・ドミノ
- フィル・アンセルモ
- プロフェッサー・ロングヘア
- マスター・P
- ミーターズ
- メリー・クレイトン
- リー・ドーシー
- リル・ウェイン
- ルイ・アームストロング
- ワイルド・マグノリアス

#### 音楽フェスティバル
- ニューオーリンズ・ジャズ&ヘリテッジ・フェスティバル 4月〜5月開催
- フレンチ・クオーター・フェスティバル 4月開催
- エッセンス・ミュージック・フェスティバル 7月開催
- サッチモ・サマーフェス 8月開催
- ヴードゥー・エクスピリエンス 10月開催

### ニューオーリンズを舞台とする映画
- ニューオーリンズ（1947年、ルイ・アームストロングが出演）
- 欲望という名の電車（1951年）
- 雨のニューオリンズ（1966年）
- イージー・ライダー（1969）
- 愛のメモリー（1976年）
- ビッグ・イージー（英語版）（1987年）
- ペリカン文書 (1993年)
- アンダーカバー・ブルース 子連れで銃撃戦!?（英語版）（1993年）
- ハード・ターゲット（1993年）
- ザ・サイレンサー MAGNUM357（1994年）
- インタビュー・ウィズ・ヴァンパイア（1994年）
- ニューオーリンズ・トライアル（2003年）
- ベンジャミン・バトン 数奇な人生（2008年）
- 12 ラウンド（2009年）
- プリンセスと魔法のキス（2009年）
- ビューティフルクリーチャーズ 光と闇に選ばれし者（英語版）（2013年)
- トレヴィの泉で二度目の恋を（2014年）

### メディア

#### 新聞
主要な日刊紙は、1837年創刊のタイムズ＝ピカユーンである。

#### 雑誌
- オフビート誌（月刊の音楽誌）
- ウェア・ヤット[注釈 6]（月刊のエンターテインメント誌）
- ギャンビット・ウィークリー[注釈 7]、ザ・ルイジアナ・ウィークリー[注釈 8]（週刊のタブロイド紙）

#### テレビジョン放送局
ニールセン・メディア・リサーチ DMA（指定された市場地域）2004年 - 5年順位：44/210
- 676,000軒調査

- WWL、Ch.4（CBS系列）
- WDSU、Ch.6（NBC系列）
- WVUE、Ch.8（FOX系列）
- KLFY、Ch.10（CBS系列）
- WYES、Ch.12（PBS会員放送局）
- WHNO、Ch.20（独立局）
- WGNO、Ch.26（ABC系列）
- WLAE、Ch.32（PBS会員放送局）
- WNOL、Ch.38（CW系列）
- WPXL、Ch.49（PAX系列）
- WUPL、Ch.54（My系列）

#### ラジオ放送局
- WWOZ、FM90.7MHz（非営利運営のコミュニティー局）

## スポーツ
- ニューオーリンズ・セインツ - NFL の本拠地。

セインツの所有者が所有する、アリーナ・フットボール・リーグのニューオーリンズ・ブードゥーも本拠地としている。
- ニューオーリンズ・ペリカンズ - NBA。2002年のシーズンの開幕を機にノースカロライナ州シャーロットから移動した。
- ニューオーリンズ・ベビーケークス - マイナーリーグのAAA級チーム。隣接するメテリーで試合を行っている。
- この他にニューオーリンズを本拠地としたチームには、野球のニューオーリンズ・ペリカンズ（英語版）(1887–1959年）、USFLのニューオーリンズ・ブレーカーズ(1983年-1985年、2022年-2023年)、AFLのニューオーリンズ・ナイト（英語版）（1991–1992年）及びアイスホッケーのニューオーリンズ・ブラス（英語版）（1997–2003年）、バスケットボールのニューオーリンズ・バッカニアーズ（1967–1970年）及びニューオーリンズ・ジャズ（1974–1980年、現ユタ・ジャズ）がある。
- シュガーボウル（カレッジフットボールのボウル・ゲーム）が年一回メルセデス・ベンツ・スーパードームで開催される。

### スポーツ開催地
- シーザーズ・スーパードーム
- ニューオーリンズ・アリーナ

## 社会基盤

### 交通機関

#### 公共輸送機関

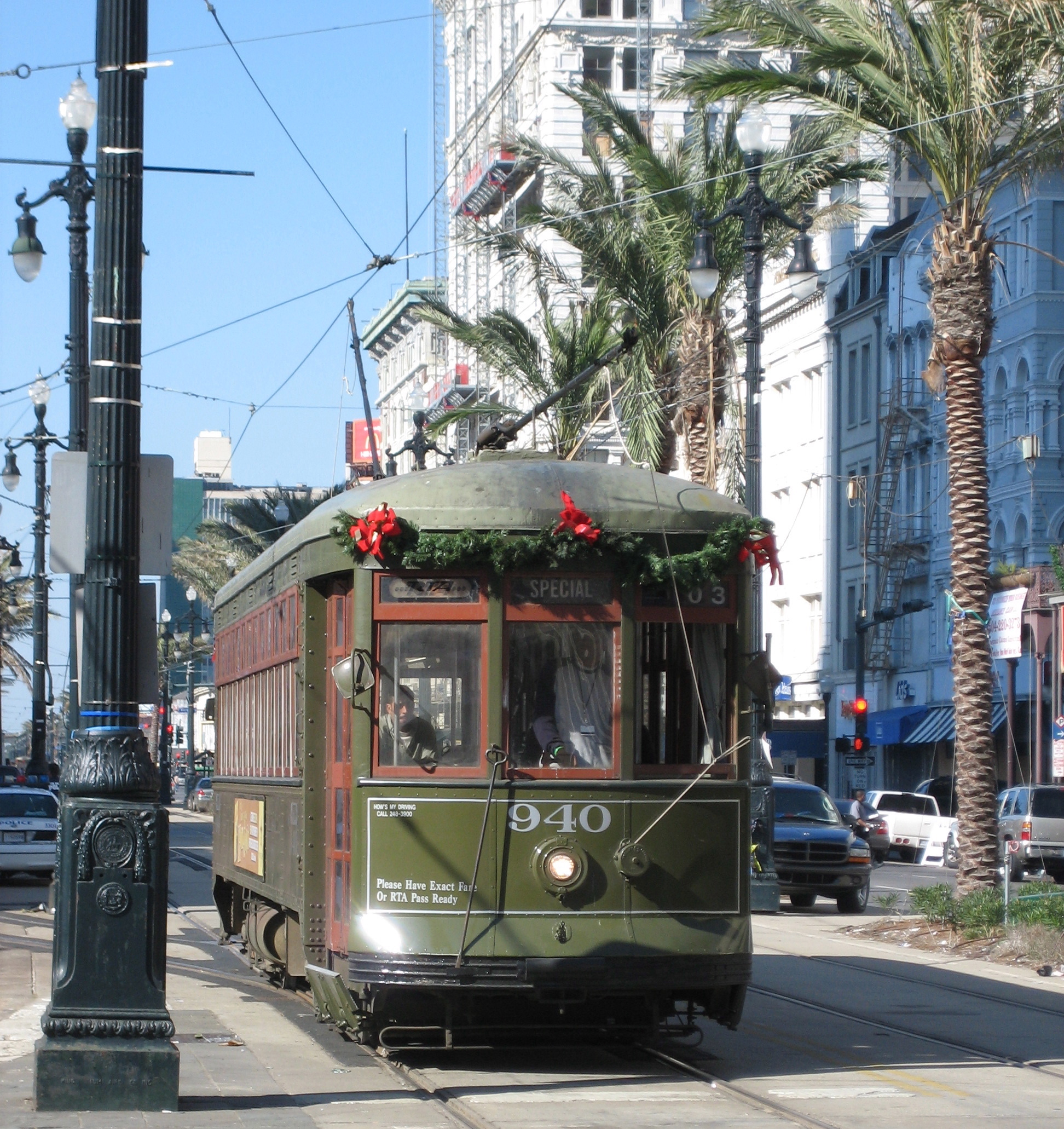
セントチャールズ・アベニューを走る路面電車

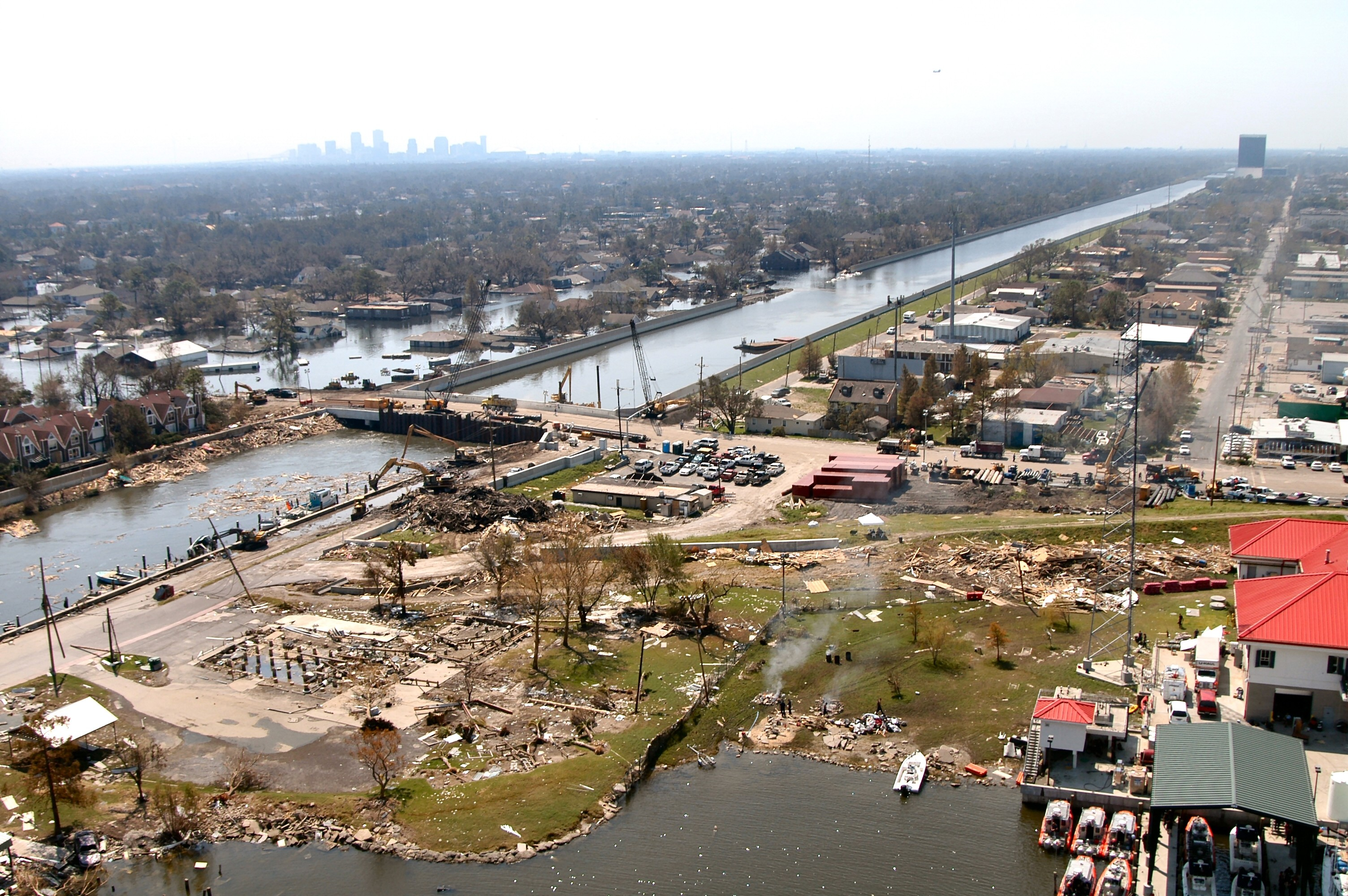
ハリケーン・カトリーナ被災後のオーリンズ郡 南部, 17番運河、CBDを遠景に望む

ニューオーリンズ地域周辺の公共交通機関はニューオーリンズ地方交通局（RTA）によって運営されている。多くのバス路線に加え、直流電化された現役の路面電車路線が3路線（カナル・ストリート線、リバーフロント線、セントチャールズ線）ある。運賃は乗車区間に関わらず1.25ドルである。
2005年8月のハリケーン・カトリーナで被災したために、しばらく路面電車の運行がストップしていたが、2005年12月18日には、リバーフロント線とキャナル・ストリート線の全線で運行を再開した。これらの路線ではセントチャールズ線の車両が使用されているが、これはリバーフロント線を運行していた車両7両とカナル・ストリート線を運行していた車両24両が浸水したためである（セントチャールズ線の歴史的にも有名な緑の車両は浸水しなかった）。このため、従来車椅子を使用する乗客のために昇降機がなく、やや不便な状態になっている。
一方、アップタウンとダウンタウンを結ぶセントチャールズ線に関しては架線の電気系統がハリケーンでひどく損傷したために復旧に時間がかかった。2006年12月19日に、キャロンデレット・ストリートとカナル・ストリートの交差点から、セントラル・ビジネス・ディストリクト(CBD)を通過してリー・サークルまでの一部区間のみ運行を再開した。
残りの区間に関しては、リー・サークルからナポレオン・アベニューまでの区間が2007年11月10日に運行を再開、ナポレオン・アベニューからキャロルトン・アベニューまでの区間の運行も12月23日に再開され、ハリケーン被害から2年以上の時を経てようやくリバーベンドと呼ばれる、セントチャールズとキャロルトン通りの交差する地点まで開通した後、2008年5月に残りのキャロルトンとクレイボーンの交差する終点まで全面開通し、以前と同じように地元民と観光客が利用できるようになった。
セントチャールズ線が不通だった間は、同区間には代替バスが運行していた。当初は、FEMAの支援により路面電車もバスも無料運行をしていたが、2006年8月上旬から有料運行に戻された。カトリーナ以前は24時間運行していたが、現在は市内のバス・ストリートカー路線の一部ではまだ利用者の絶対数が少ないことから、12時以降の運行を休止している。

#### 空港
ルイ・アームストロング・ニューオーリンズ国際空港がある。IATA空港コード：MSY、ICAO空港コード：KMSY によってサービスされている。
大都市圏はアメリカ合衆国、カナダ、ラテンアメリカ、及びカリブ海地方行きの路線に毎日300便近い直行便を運行し数百万人の旅客に利用されている、この空港はヨーロッパからの相当数のチャーター便も取り扱っている。MSYは同じように貨物だけの運用も毎日行っている特徴があり、フェデックス・エクスプレス向けにメキシコへの直行便のゲートウェイ・サービスを行っている。アームストロング国際空港はニューオーリンズが所有しているが、ケナーに位置している。
また、ニューオーリンズのポンチャートレイン湖沿岸には、レイクフロント空港があり、こちらは主に小型機、チャーター機などが利用している。

#### 鉄道（アムトラック）
市内には、アムトラックのユニオン駅があり、ワシントンD.C.やニューヨーク、シカゴとの間を結ぶ長距離列車や、オーランド（フロリダ州）－ロサンゼルス間を結ぶ大陸横断列車などが発着する。
- クレセント：ニューオーリンズ－アトランタ－ワシントンD.C.－ボルチモア－フィラデルフィア－ニューヨーク
- サンセット・リミテッド：オーランド－ジャクソンビル－ニューオーリンズ－ヒューストン－サンアントニオ－エルパソ－ツーソン－ロサンゼルス（オーランド－ニューオーリンズ間は2005年8月のハリケーン被害によって無期運休中）
- シティ・オブ・ニューオーリンズ：ニューオーリンズ－メンフィス－シカゴ

### 教育
グレーター・ニューオーリンズ大都市圏には200前後の郡立学校がある。ニューオーリンズ及びジェファーソン郡公共学校システムはそれぞれ100近い個人学校の拠点として、共に地域最大である。

#### 高等教育の公共施設
- テューレーン大学
- ロヨラ大学ニューオーリンズ校（英語版）
- ディラード大学（英語版）
- 南部大学ニューオーリンズ校（英語版）
- ゼイヴィアー・ルイジアナ大学（英語版）
- ニューオーリンズ大学（英語版）
- ルイジアナ州立大学医学部（英語版）
- デルガド・コミュニティカレッジ（英語版）
- ハージング・カレッジ（英語版）
- ニューオーリンズ料理学校[注釈 9]
- ニューオーリンズ・バプテスト神学校（英語版）

## その他

### ニューオーリンズ出身の有名人
- アリス・ヘイン - モナコ大公妃
- アン・ライス - 作家
- アンリエット・デリール - 宗教家、カトリックの尊者
- イーライ・マニング - プロフットボール選手
- ウィル・クラーク - プロ野球選手
- エイブリー・ジョンソン - プロバスケットボール選手、コーチ
- カール・ウェザース - 俳優
- クライド・ドレクスラー - プロバスケットボール選手
- ジェフリー・ハンター - 俳優
- ジョン・ハイデンライク - プロレスラー
- スコット・ドーマン - プロ野球選手
- トルーマン・カポーティ - 作家
- ドロシー・ラムーア - 女優
- パトリシア・クラークソン - 女優
- フレディ・リトル - プロボクサー
- ペイトン・マニング - プロフットボール選手
- ポール・モーフィー - チェス選手
- マーシャル・フォーク - プロフットボール選手
- メンフィス・モンロー - ポルノ女優
- ラルフ・デュパス - プロボクサー
- リー・ハーヴェイ・オズワルド - ケネディ元米大統領の暗殺犯
- リース・ウィザースプーン - 女優
- リリアン・ヘルマン - 戯曲作家
- レイ・ネイギン - 元ニューオーリンズ市長

※著名なミュージシャンについては「ミュージシャン」の項参照。

### 他の地域との関わり

#### 日本
- 名誉市民に実業家のホーネンの杉山金太郎、杉山元太郎、ジャズ演奏家の外山喜雄夫妻、文学者の里見繁美などがいる。
- 以前は総領事が駐在する日本国総領事館があったが、日本人居住者数がテネシー州とケンタッキー州で増加したことにより、2008年1月よりナッシュビルへ移転[14]
- 島根県松江市と姉妹都市（松江で旧制中学教員となったのちに日本に帰化した小泉八雲は、日本訪問前にニューオーリンズで新聞記者を務めていた。）
- ニューオーリンズ港と北海道釧路市釧路港は姉妹港

## 姉妹都市
ニューオーリンズはSister Cities International, Inc. (SCI) によって指定された10の姉妹都市を有している：
- ジュアン・レ・パン（英語版）（フランス）
- マラカイボ （ベネズエラ）
- 松江市（日本）
- メリダ（メキシコ）
- インスブルック （オーストリア）
- ポワントノワール （コンゴ共和国）
- サン・ミゲル・デ・トゥクマン （アルゼンチン）
- テグシガルパ （ホンジュラス）
- カラカス （ベネズエラ）
- ダーバン（南アフリカ共和国）